# Karl Hals
Karl Hals (Sørum, 27 april 1822 – Christiania 7 december 1898) was een Noorse pianobouwer en politicus.

## Levensloop
Hals werd geboren in het gezin van de militair en douane-inspecteur Caspar Andreas Hals en zijn vrouw Martha Maria Nilson. Karl Hals huwde in 1851 met Thora Alvilde Chistina Svanekiær, dochter van een molenaar. Zijn dochter Marie Hals huwde met componist Ole Olsen. 
Hals groeide op in Sørum, maar door het werk van zijn vader moest het gezin verhuizen naar Chistiania (het tegenwoordige Oslo). Voor hem was een militaire loopbaan weggelegd met een opleiding aan de Noorse variant van de Koninklijke Militaire Academie. Hijzelf zag meer in een carrière in de muziek, waaraan hij kon beginnen toen zijn vader door ziekte verstek moest laten gaan. Samen met broer Petter Hals begon hij aan een opleiding tot ambachtsman. In 1842 was Karl Hals uitgestudeerd en wilde pianobouwer worden. Daartoe vertrok hij naar Kopenhagen om in de leer te gaan bij de pianobouwers C.C. Hornung en later bij Schröder. In 1846 kwam Karl Hals terug in Christiania en ging piano’s maken bij de firma J.W. Cappellens Pianolager. Een jaar later op 3 november 1847 begon hij een eenmansbedrijf en in 1848 was de eerste (rechtopstaande) piano van zijn hand klaar. In de daaropvolgende zomer voegde zijn broer Petter zich bij het bedrijf. Hij had ook lessen gevolgd in Kopenhagen en daarnaast in Parijs. De firma Brødrene Hals (Gebroeders Hals) was een feit. Ze begonnen meerdere types piano’s te bouwen en het bedrijf begon te groeien, mede doordat de piano een gewild muziekinstrument werd met bespelers als Edvard Grieg, Agathe Backer-Grøndahl en Halfdan Kjerulf. In 1856 verhuisde de fabriek naar Stortingsgata 24 te Christiania en had toen 26 medewerkers in dienst. Dat was tevens het moment dat ze aan de eerste concertvleugel begonnen te bouwen. Backer-Grøndahl was inmiddels uitgegroeid tot befaamd concertpianiste in Noorwegen en daarbuiten. In 1871 overleed broer Petter. In 1873 werd Karls zoon Thor Hals en later ook zoon Sigurd Hals aangesteld als directeur. In 1880 opende de fabriek een concertzaal naast de fabriek; de zaal bood plaats aan 550 mensen en speelde een belangrijke rol in het concertleven van Christiania. Om de zaal te vullen werd ook een concertagentschap opgericht. In 1887 kreeg Brødrene Hals toegang tot Petter Haakonses muziekhandel en -uitgeverij. Brødrene Hals kreeg het steeds drukker en in 1899 werden er 577 nieuwe piano’s opgeleverd. Er was toen ook al sprake van export naar de andere Scandinavische landen, de Verenigde Staten en Australië. In 1909 stootte het bedrijf de muziekhandel en -uitgeverij weer af. Samen met de concurrent Warmuth Musikforlag vormde het afgestoten deel de Norsk Musikforlag, waarbij zich later meerdere kleinere uitgevers aansloten. In 1922 hadden circa 27000 piano’s de fabriek verlaten. De fabriek leverde daarbij allerlei types, verticaal besnaarde, kruissnarige piano's , buffetpiano's en concertvleugels. 
Naast zijn werk voor de pianofabriek speelde Karl Hals een prominente rol in het politieke leven van Noorwegen, dat op weg was naar onafhankelijkheid (van Zweden). Hij was diverse keren senator van de stad Christiania en was voorzitter van de Kunstenaarsbond (1886-1896). In die hoedanigheid zat hij ook in twee staatscommissies, en van 1889 tot 1891 in het Noorse parlement voor de conservatieve partij Høyre. 
Hij werd voor zijn werk voor Noorwegen in 1874 onderscheiden met de Orde van Sint-Olaf en in 1889 met de Orde van de Dannebrog. Hij was ook lid van het Legioen van Eer.
Diverse componisten droegen werken aan hem op. Grieg schreef de Kantate til Hals voor het 25-jarig bestaan van de fabriek. Agathe Backer-Grøndahl droeg haar Trois morceaux opus 15 aan hem op.
- Gemeinsame Normdatei: 1174713682
- International Standard Name Identifier: 0000 0004 8108 9755
- Virtual International Authority File: 7149106188368491508